# Ernest Agyiri
Ernest Agyiri (Accra, 6 maart 1998) is een Ghanees voetballer die bij voorkeur als middenvelder speelt. Sinds 2015 ligt hij onder contract bij Manchester City FC, sinds medio 2018 wordt hij verhuurd aan AFC Tubize. 

## Carrière
Agyiri won in 2008 een studiebeurs aan de Right to Dream Academy, een Ghanese voetbalschool. Hij studeerde in 2015 af aan deze academie, waarna hij een contract kreeg aangeboden bij het Engelse Manchester City FC. Het Noorse Vålerenga IF huurde hem voor het eerst in 2016 en zou hem uiteindelijk drie seizoenen van Manchester City overnemen. Voor het seizoen 2018-19 bereikten de Engelsen een huurovereenkomst met het Belgische AFC Tubize.

## Clubstatistieken
| Seizoen | Club         | Competitie      | Competitie | Competitie | Beker | Beker | Internationaal | Internationaal | Totaal | Totaal |
| Seizoen | Club         | Competitie      | Wed.       | Dlp.       | Wed.  | Dlp.  | Wed.           | Dlp.           | Wed.   | Dlp.   |
| ------- | ------------ | --------------- | ---------- | ---------- | ----- | ----- | -------------- | -------------- | ------ | ------ |
| 2016    | Vålerenga IF | Eliteserien     | 1          | 0          | 1     | 0     | —              | —              | 2      | 0      |
| 2017    | Vålerenga IF | Eliteserien     | 6          | 0          | 2     | 0     | —              | —              | 8      | 0      |
| 2018    | Vålerenga IF | Eliteserien     | 5          | 0          | 0     | 0     | —              | —              | 5      | 0      |
| 2018/19 | AFC Tubize   | Eerste klasse B | 0          | 0          | 1     | 0     | —              | —              | 1      | 0      |
| Totaal  | Totaal       | Totaal          | 12         | 0          | 4     | 0     | 0              | 0              | 16     | 0      |